# Unione Sportiva Pistoiese 1921 2016-2017
Questa voce raccoglie le informazioni riguardanti l'Unione Sportiva Pistoiese nelle competizioni ufficiali della stagione 2016-2017.

## Divise e sponsor
Per la stagione 2016-2017 lo sponsor tecnico è Legea, mentre lo sponsor ufficiale è, come nella scorsa stagione, Vannucci Piante.
| Casa | Trasferta | Terza divisa |

## Rosa
| N. |                   | Ruolo | Calciatore          |
| -- | ----------------- | ----- | ------------------- |
| 1  | Italia (bandiera) | P     | Ivano Feola         |
| 2  | Italia (bandiera) | D     | Mattia Placido      |
| 3  | Italia (bandiera) | D     | Massimo Sammartino  |
| 4  | Italia (bandiera) | C     | Ludovico Gargiulo   |
| 5  | Italia (bandiera) | D     | Giusto Priola       |
| 6  | Italia (bandiera) | D     | Filippo Boni        |
| 7  | Italia (bandiera) | A     | Francesco Finocchio |
| 8  | Italia (bandiera) | C     | Alessio Benedetti   |
| 9  | Italia (bandiera) | A     | Emanuele Rovini     |
| 10 | Italia (bandiera) | A     | Corrado Colombo     |
| 11 | Ghana (bandiera)  | A     | Emmanuel Gyasi      |
| 13 | Italia (bandiera) | D     | Gianluca Romiti     |
| 14 | Italia (bandiera) | C     | Giuseppe Pandolfi   |
| 15 | Italia (bandiera) | D     | Francesco Colombini |

| N. |                    | Ruolo | Calciatore          |
| -- | ------------------ | ----- | ------------------- |
| 16 | Italia (bandiera)  | C     | Federico Proia      |
| 17 | Italia (bandiera)  | C     | Gregorio Luperini   |
| 18 | Italia (bandiera)  | D     | Luca Zanon          |
| 19 | Italia (bandiera)  | C     | Nadir Minotti       |
| 20 | Italia (bandiera)  | C     | Federico Varano     |
| 21 | Italia (bandiera)  | C     | Zaccaria Hamlili    |
| 22 | Italia (bandiera)  | P     | Marco Albertoni     |
| 23 | Brasile (bandiera) | D     | Neuton              |
| 24 | Italia (bandiera)  | A     | Federico Tomaselli  |
| 25 | Italia (bandiera)  | D     | Davide Guglielmotti |
| 27 | Italia (bandiera)  | D     | Riccardo Fissore    |
| 30 | Italia (bandiera)  | C     | Tommaso Bellazzini  |
| 32 | Italia (bandiera)  | A     | Claudio Sparacello  |

## Calciomercato

### Sessione estiva(dal 01/07 al 31/08)
| Acquisti | Acquisti            | Acquisti       | Acquisti      |
| R.       | Nome                | da             | Modalità      |
| -------- | ------------------- | -------------- | ------------- |
| P        | Marco Albertoni     | Genoa          | prestito      |
| P        | Ivano Feola         | Tuttocuoio     | svincolato    |
| P        | Michał Olczak       | Fermana        | fine prestito |
| D        | Samuele Bicchi      | Viareggio 2014 | fine prestito |
| D        | Filippo Boni        | Verona         | prestito      |
| D        | Francesco Colombini | Empoli         | prestito      |
| D        | Mattia Placido      | Teramo         | prestito      |
| D        | Giusto Priola       | Catanzaro      | definitivo    |
| C        | Alessio Benedetti   | Cremonese      | definitivo    |
| C        | Francesco Finocchio | Pordenone      | definitivo    |
| C        | Ludovico Gargiulo   | Empoli         | prestito      |
| C        | Zaccaria Hamlili    | Ancona         | definitivo    |
| C        | Fabrizio Lo Sicco   | Lecce          | fine prestito |
| C        | Gregorio Luperini   | Juventus       | prestito      |
| C        | Nadir Minotti       | Atalanta       | prestito      |
| C        | Federico Proia      | Torino         | definitivo    |
| C        | Federico Varano     | Cesena         | prestito      |
| A        | Emmanuel Gyasi      | Torino         | definitivo    |

| Cessioni | Cessioni             | Cessioni       | Cessioni      |
| R.       | Nome                 | a              | Modalità      |
| -------- | -------------------- | -------------- | ------------- |
| P        | Antony Iannarilli    | Pavia          | fine prestito |
| P        | Gabriele Marchegiani | Roma           | fine prestito |
| D        | Samuele Bicchi       |                | svincolato    |
| D        | Tommaso D'Orazio     | Teramo         | fine prestito |
| D        | Niccolò Dondoni      | Novara         | fine prestito |
| D        | Stefano Lanini       | Virtus Entella | fin prestito  |
| D        | Nicola Pasini        | Bassano Virtus | svincolato    |
| D        | Luca Ricci           | Catanzaro      | fine prestito |
| C        | Loris Damonte        | Sambenedettese | definitivo    |
| C        | Fabrizio Lo Sicco    | Taranto        | definitivo    |
| C        | Domenico Mungo       | Cosenza        | definitivo    |
| C        | Jacopo Petriccione   | Fiorentina     | fine prestito |
| C        | Francesco Vassallo   | Siena          | definitivo    |
| A        | Valerio Anastasi     | Chievo         | fine prestito |
| A        | Matteo Merini        | Santarcangelo  | definitivo    |
| A        | Davide Sinigaglia    |                | svincolato    |

### Operazioni tra le due sessioni
| Acquisti | Acquisti            | Acquisti | Acquisti   |
| R.       | Nome                | da       | Modalità   |
| -------- | ------------------- | -------- | ---------- |
| D        | Davide Guglielmotti |          | svincolato |
| D        | Neuton              |          | svincolato |
| C        | Tommaso Bellazzini  |          | svincolato |
| A        | Federico Tomaselli  |          | svincolato |

| Cessioni | Cessioni | Cessioni | Cessioni |
| R.       | Nome     | a        | Modalità |
| -------- | -------- | -------- | -------- |

### Sessione invernale(dal 03/01 al 31/01)
| Acquisti | Acquisti           | Acquisti | Acquisti   |
| R.       | Nome               | da       | Modalità   |
| -------- | ------------------ | -------- | ---------- |
| D        | Riccardo Fissore   | Fondi    | definitivo |
| A        | Claudio Sparacello | Trapani  | prestito   |

| Cessioni | Cessioni            | Cessioni  | Cessioni      |
| R.       | Nome                | a         | Modalità      |
| -------- | ------------------- | --------- | ------------- |
| D        | Nicolò Antonelli    | Lupa Roma | definitivo    |
| C        | Ludovico Gargiulo   | Empoli    | fine prestito |
| A        | Francesco Finocchio | Carrarese | definitivo    |

## Risultati

### Lega Pro

#### Girone di andata
| Arbitro: | D'Ascanio (Ancona) |

|                                |           |                         |
| Mastropietro 30’ La Camera 73’ | Marcatori | 26’ Gyasi 69’ Colombini |

| Arbitro: | Carella (Bari) |

|            |           |                              |
| Rovini 20’ | Marcatori | 38’ Gomis 43’ (rig.) Pesenti |

| Arbitro: | Fourneau (Roma 1) |

|                       |           |                          |
| Tavano 30’ Romano 47’ | Marcatori | 14’ Luperini 58’ Colombo |

| Arbitro: | Cudini (Fermo) |

|          |           |              |
| Gyasi 3’ | Marcatori | 18’ Risaliti |

| Gorgonzola 19 settembre 2016, ore 20:30 CEST 5ª giornata | Giana Erminio      | 0 – 0 referto | Pistoiese | Stadio comunale Città di Gorgonzola (884 spett.)\| Arbitro: \| Zanonato (Vicenza) \| |
| Arbitro:                                                 | Zanonato (Vicenza) |               |           |                                                                                      |

| Arbitro: | Vigile (Cosenza) |

|                                  |           |  |
| Gyasi 15’ Hamlili 57’ Rovini 86’ | Marcatori |  |

| Arbitro: | Boggi (Salerno) |

|              |           |             |
| Vassallo 50’ | Marcatori | 39’ Colombo |

| Arbitro: | Guida (Salerno) |

|            |           |                            |
| Rovini 54’ | Marcatori | 61’ Matteassi 68’ Razzitti |

| Arbitro: | Ranaldi (Tivoli) |

|                  |           |               |
| Bocalon 22’, 70’ | Marcatori | 15’ Benedetti |

| Arbitro: | Miele (Torino) |

|             |           |               |
| Colombo 14’ | Marcatori | 1’ Chinellato |

| Arbitro: | Andreini (Forlì) |

|                              |           |              |
| Belingheri 39’ Brighenti 58’ | Marcatori | 90+1’ Rovini |

| Arbitro: | Luciano (Lamezia Terme) |

|             |           |            |
| Proia 90+4’ | Marcatori | 62’ Grossi |

| Arbitro: | Raciti (Acireale) |

|  |           |             |
|  | Marcatori | 42’ Colombo |

| Arbitro: | Giua (Olbia) |

|                          |           |  |
| Hamlili 88’ Rovini 90+1’ | Marcatori |  |

| Arbitro: | De Remigis (Teramo) |

|                      |           |  |
| Forte 4’ Terrani 54’ | Marcatori |  |

| Pistoia 3 dicembre 2016, ore 14:30 CET 16ª giornata | Pistoiese           | 0 – 0 referto | Renate | Stadio Marcello Melani (766 spett.)\| Arbitro: \| Fiorini (Frosinone) \| |
| Arbitro:                                            | Fiorini (Frosinone) |               |        |                                                                          |

| Arbitro: | Marchetti (Ostia) |

|                         |           |                            |
| Guglielmotti 67’ (aut.) | Marcatori | 26’, 65’ Varano 43’ Rovini |

| Arbitro: | Gariglio (Pinerolo) |

|                                      |           |              |
| Minotti 59’ Rovini 71’ Benedetti 77’ | Marcatori | 88’ De Sousa |

| Arbitro: | Guccini (Albano Laziale) |

|                                              |           |  |
| Rossini 15’ Venitucci 42’ Cellini 60’ (rig.) | Marcatori |  |

#### Girone di ritorno
| Arbitro: | Lorenzin (Castelfranco Veneto) |

|                    |           |              |
| Colombo 44’ (rig.) | Marcatori | 4’ Baldassin |

| Arbitro: | Curti (Milano) |

|                    |           |             |
| Pesenti 87’ (rig.) | Marcatori | 70’ Colombo |

| Arbitro: | Viotti (Tivoli) |

|                         |           |  |
| Hamlili 18’ Minotti 45’ | Marcatori |  |

| Arbitro: | Capraro (Cassino) |

|                           |           |                       |
| Gemignani 16’ Kabashi 84’ | Marcatori | 59’ Gyasi 89’ Minotti |

| Arbitro: | De Santis (Lecce) |

|  |           |                             |
|  | Marcatori | 12’ Chiariello 45+1’ Perico |

| Arbitro: | Pashuku (Albano Laziale) |

|                            |           |                    |
| Cristini 22’ Finocchio 89’ | Marcatori | 34’ (rig.) Minotti |

| Arbitro: | Sozza (Seregno) |

|                    |           |  |
| Colombo 83’ (rig.) | Marcatori |  |

| Arbitro: | Raciti (Acireale) |

|              |           |  |
| Di Cecco 78’ | Marcatori |  |

| Pistoia 4 marzo 2017, ore 18:30 CET 28ª giornata | Pistoiese                | 0 – 0 referto | Alessandria | Stadio Marcello Melani (982 spett.)\| Arbitro: \| Guccini (Albano Laziale) \| |
| Arbitro:                                         | Guccini (Albano Laziale) |               |             |                                                                               |

| Arbitro: | Pietropaolo (Modena) |

|           |           |  |
| Nossa 61’ | Marcatori |  |

| Arbitro: | Amabile (Vicenza) |

|                                   |           |               |
| Colombo 7’ Boni 45+2’ Gyasi 90+4’ | Marcatori | 61’ Brighenti |

| Arbitro: | Panarese (Lecce) |

|                |           |  |
| Moscardelli 7’ | Marcatori |  |

| Arbitro: | Schirru (Nichelino) |

|                                       |           |             |
| Bellazzini 27’ Hamlili 79’ Rovini 87’ | Marcatori | 45’ Ferrari |

| Arbitro: | Detta (Mantova) |

|                 |           |  |
| Sandomenico 86’ | Marcatori |  |

| Arbitro: | Viotti (Tivoli) |

|            |           |              |
| Rovini 57’ | Marcatori | 25’ Cecchini |

| Arbitro: | Mastrodonato (Molfetta) |

|  |           |            |
|  | Marcatori | 73’ Rovini |

| Arbitro: | Guida (Salerno) |

|  |           |              |
|  | Marcatori | 85’ Ogunseye |

| Arbitro: | Provesi (Treviglio) |

|                                        |           |                            |
| De Sousa 43’ (rig.) Fissore 74’ (aut.) | Marcatori | 10’ Bellazzini 81’ Colombo |

| Arbitro: | Vigile (Cosenza) |

|  |           |                   |
|  | Marcatori | 8’ Luci 72’ Calil |

### Coppa Italia Lega Pro

#### Fase a gironi
| Squadra   | P.ti | G | V | N | P | GF | GS | DR |
| --------- | ---- | - | - | - | - | -- | -- | -- |
| Prato     | 3    | 2 | 1 | 0 | 1 | 4  | 2  | +2 |
| Lucchese  | 3    | 2 | 1 | 0 | 1 | 2  | 2  | 0  |
| Pistoiese | 3    | 2 | 1 | 0 | 1 | 3  | 5  | -2 |

| Arbitro: | Bertani (Pisa) |

|                  |           |                       |
| Forte 90’ (rig.) | Marcatori | 25’ Rovini 42’ Varano |

| Arbitro: | Guarnieri (Empoli) |

|            |           |                                         |
| Rovini 54’ | Marcatori | 10’ Antonini 27’ Romano 28’, 31’ Tavano |

## Statistiche

### Statistiche di squadra
| Competizione          | Punti  | In casa | In casa | In casa | In casa | In casa | In casa | In trasferta | In trasferta | In trasferta | In trasferta | In trasferta | In trasferta | Totale | Totale | Totale | Totale | Totale | Totale | DR |
| Competizione          | Punti  | G       | V       | N       | P       | Gf      | Gs      | G            | V            | N            | P            | Gf           | Gs           | G      | V      | N      | P      | Gf     | Gs     | DR |
| --------------------- | ------ | ------- | ------- | ------- | ------- | ------- | ------- | ------------ | ------------ | ------------ | ------------ | ------------ | ------------ | ------ | ------ | ------ | ------ | ------ | ------ | -- |
| Lega Pro              | 43(-1) | 19      | 7       | 7       | 5       | 24      | 17      | 19           | 3            | 7            | 9            | 18           | 26           | 38     | 10     | 14     | 14     | 42     | 43     | -1 |
| Coppa Italia Lega Pro | 3      | 1       | 0       | 0       | 1       | 1       | 4       | 1            | 1            | 0            | 0            | 2            | 1            | 2      | 1      | 0      | 1      | 3      | 5      | -2 |
| Totale                | 46     | 20      | 7       | 7       | 6       | 25      | 21      | 20           | 4            | 7            | 9            | 20           | 27           | 40     | 11     | 14     | 15     | 45     | 48     | -3 |

### Andamento in campionato
| Giornata  | 1 | 2  | 3  | 4  | 5  | 6  | 7  | 8  | 9  | 10 | 11 | 12 | 13 | 14 | 15 | 16 | 17 | 18 | 19 | 20 | 21 | 22 | 23 | 24 | 25 | 26 | 27 | 28 | 29 | 30 | 31 | 32 | 33 | 34 | 35 | 36 | 37 | 38 |
| --------- | - | -- | -- | -- | -- | -- | -- | -- | -- | -- | -- | -- | -- | -- | -- | -- | -- | -- | -- | -- | -- | -- | -- | -- | -- | -- | -- | -- | -- | -- | -- | -- | -- | -- | -- | -- | -- | -- |
| Luogo     | T | C  | T  | C  | T  | C  | T  | C  | T  | C  | T  | C  | T  | C  | T  | C  | T  | C  | T  | C  | T  | C  | T  | C  | T  | C  | T  | C  | T  | C  | T  | C  | T  | C  | T  | C  | T  | C  |
| Risultato | N | P  | N  | N  | N  | V  | N  | P  | P  | N  | P  | N  | V  | V  | P  | N  | V  | V  | P  | N  | N  | V  | N  | P  | P  | V  | P  | N  | P  | V  | P  | V  | P  | N  | V  | P  | N  | P  |
| Posizione | 6 | 14 | 15 | 14 | 14 | 11 | 10 | 14 | 14 | 16 | 17 | 16 | 15 | 15 | 15 | 14 | 14 | 12 | 13 | 13 | 13 | 13 | 12 | 13 | 14 | 12 | 12 | 13 | 13 | 13 | 13 | 12 | 12 | 12 | 12 | 12 | 12 | 13 |

Legenda:

Luogo: C = Casa; T = Trasferta. Risultato: V = Vittoria; N = Pareggio; P = Sconfitta.